# Page Plus Cellular
Page Plus Cellular es un operador de red virtual de prepago en los Estados Unidos. Propiedad de la multinacional mexicana de telecomunicaciones América Móvil y siendo operado por su filial estadounidense Tracfone Wireless.

## Historia
Page Plus Cellular fue establecido a inicios de 1993 por Abdul Yassine con el nombre de Page Plus Comunications, con el propósito de ofrecer servicios en el área de Toledo, Ohio. En agosto de 1998 la empresa fue renombrada a Page Plus Cellular expandiendo sus servicios Michigan, seguido a nivel nacional en el año 2000. Page Plus originalmente tenía su sede en Holland, Ohio, seguido de Medley, Florida.
En el año 2013, la empresa mexicana America Móvil compraría a la operadora Page Plus Cellular con un monto no revelado, anteriormente propiedad de Verizon. A partir del 6 de enero de 2014 la reguladora de los Estados Unidos aprobaría la compra y entrada de la operadora como una filial de Tracfone Wireless de América Móvil. En el momento de la venta, Page Plus Cellular tenía 1,4 millones de suscriptores.
Page Plus Cellular, bajo la nueva propiedad, también es un negocio acreditado por Better Business Bureau. A partir de enero de 2014, el Better Business Bureau le había otorgado una calificación de A + con 151 quejas cerradas en los 3 años anteriores. Desde el 7 de julio de 2014, con 87 quejas presentadas ante el Better Business Bureau en los últimos 3 años, de las cuales 50 fueron el año pasado, al 10 de febrero de 2015.

## Servicios
Page Plus Cellular ofrece planes mensuales de pago por uso y sin contrato. Tanto los clientes mensuales como los de pago por uso agregan minutos de voz, datos y mensajes de texto a su cuenta mediante la compra de tarjetas de recarga. Los precios de los planes telefónicos sin contrato con Page Plus Cellular oscilan entre $ 12 y $ 55, y el pago por uso comienza en $ 10 y sube a $ 80. Los clientes pueden elegir si desean traer su propio teléfono o comprar una de las opciones de teléfonos inteligentes en el sitio web de Page Plus. El operador ofrece una variedad de dispositivos Samsung, Apple y Android. Page Plus Cellular ofrece sus servicios a distribuidores que trabajan como contratistas independientes bajo el nombre de su propia empresa. Dichos vendedores se conocen como distribuidores autorizados con tiendas físicas y / o en línea. Los distribuidores pueden ubicarse en su sitio web.